# Eygalières
Eygalières ist eine französische Gemeinde mit 1740 Einwohnern (Stand 1. Januar 2022) im Département Bouches-du-Rhône in der Region Provence-Alpes-Côte d’Azur.

## Geografie
Eygalières liegt zehn Kilometer südöstlich von Saint-Rémy-de-Provence an der Bergkette der Alpilles.
Das Gemeindegebiet gehört zum Regionalen Naturpark Alpilles.
Die Nachbargemeinden von Eygalières sind Mollégès im Norden, Plan-d’Orgon im Nordosten, Orgon im Osten, Eyguières im Südosten, Aureille im Süden, Mouriès (Berührungspunkt) im Südwesten und Saint-Rémy-de-Provence im Westen.

## Geschichte
Entdeckungen in Höhlen am Nordhang der Alpilles zeugen von menschlicher Anwesenheit während der Bronzezeit. Aus der gallo-römischen Zeit zeugen viele Funde, wie zum Beispiel Villen, die über das gesamte Gemeindegebiet verstreut waren. Aus einigen dieser Villen entstanden Weiler (Mas) wie La Tabayonne oder Le Fray. Im Mittelalter, zwischen dem 7. und 15. Jahrhundert, zogen sich die Bauern, die vor allem von der Schafzucht lebten, in das am besten zu verteidigende Gebiet zurück. Bis zum 12. Jahrhundert war die Gemeinde von kleinen lokalen Herrschern geprägt. Im 13. und 14. Jahrhundert herrschten die Äbtissinnen von Mollégès über das Gebiet, im 17. und 18. Jahrhundert das lothringische Herrscherhaus Guise. Das Dorf war jedoch in vieler Hinsicht autonom und hatte seine eigenen Gesetze. Bereits 1660 konnte es diese alte Freiheit wiedererlangen, also lange vor der Revolution. Ab 1840 wurde Eygalières durch einen Kanal mit Wasser aus der Durance versorgt. 1884 folgte der Anschluss an die Eisenbahn. Die Landwirtschaft wurde von der Produktion für den Eigenbedarf auf den Export innerhalb Frankreichs umgestellt. Der alte Ortskern wurde nach und nach von den meisten Bewohnern verlassen. Zwischen 1950 und 1970 wurde die Landwirtschaft modernisiert. In der letzten Zeit ließen sich unter anderem viele Ausländer in Eygalières nieder.

## Sehenswürdigkeiten
- alter Ortskern
- Kapelle St-Sixte aus dem 12. Jahrhundert

## Bevölkerungsentwicklung
| Jahr      | 1962 | 1968 | 1975 | 1982 | 1990 | 1999 | 2008 | 2017 |
| Einwohner | 1251 | 1233 | 1284 | 1427 | 1594 | 1851 | 1830 | 1839 |